# Menir da Cabeça do Rochedo
O Menir da Cabeça do Rochedo é um monumento megalítico situado no Município de Lagos, em Portugal.

## Descrição
O monumento encontra-se junto a uma pedreira, no Lugar do Figueiral, na freguesia de Bensafrim. Situa-se a cerca de seis quilómetros a Noroeste da cidade de Lagos, no sentido de Bensafrim, seguindo pela Estrada Nacional 120.
Apresenta-se como um monólito afeiçoado de grandes dimensões, de forma cilíndrica e fálica. Encontra-se danificado no centro, onde existe um grande rasgão, e na extremidade superior, onde está lascado na diagonal.

## História
Fazia parte de um conjunto de oito monumentos do mesmo tipo, implantados nas imediações de um povoado neolítico; um foi furtado, e os outros seis foram retirados do local pela Câmara Municipal de Lagos, só permanecendo este no local original.